# Pedrya Seymour
Pedrya Seymour, född 29 maj 1995, är en friidrottare från Bahamas. Hon deltog vid olympiska sommarspelen 2016 och olympiska sommarspelen 2020.